# 阿尔金市镇
阿尔金市镇（俄语：Алкинское муниципальное образование）是俄罗斯联邦伊尔库茨克州奎屯区所属的一个市镇。其下辖有5个居民点，行政中心为阿尔金。据2016年统计，该市镇的人口为637人。